# Klaas Banga
Klaas Banga (Franeker, 15 september 1826 - Hilversum, 25 januari 1911) was een Nederlands jurist, rechter en politicus.

## Biografie
Banga was lid van de patriciaatsfamilie Banga en een zoon van de Friese geneesheer en Franeker burgemeester dr. Jelle Banga (1786-1877) en Teatske van der Kooi (1787-1858). Hij trouwde in 1856 met zijn nicht Leuwkje Stinstra (1834-1924), dochter van mr. Joannes Stinstra (1789-1842), griffier van het vredegerecht van Franeker, en Elisabeth Banga (1793-1879), zus van zijn vader, met wie hij vijf kinderen kreeg.
Banga promoveerde in 1850 te Groningen. Daarna werd hij in 1854 substituut-griffier van de arrondissementsrechtbank van Sneek, totdat hij in 1857 griffier van het kantongerecht Harlingen werd. Die functie wisselde hij voor die van kantonrechter daar in 1863, totdat hij diezelfde functie in 1881 in Hilversum kreeg, hetgeen hij tot 1900 zou blijven.
Banga was van 1865 tot 1881 lid van de gemeenteraad van Harlingen, en van 1889 tot 1900 in Hilversum.